# Алгоритм Моллера — Трумбора
Алгоритм Моллера — Трумбора — алгоритм для определения пересечения прямой (луча) и треугольника в трёхмерном пространстве, для работы которого не требуется предварительное вычисление уравнения плоскости, содержащей треугольник. Данный алгоритм также может быть использован в компьютерной графике для реализации трассировки лучей с использованием полигональных сеток, состоящих из треугольников.
Назван по имени авторов — Томаса Моллера (Tomas Möller) и Бена Трумбора (Ben Trumbore).

## Реализация на языке C++
Ниже представлена реализация алгоритма на языке C++ с использованием библиотеки GLM:
```
#include
 
<glm/glm.hpp>

using
 
namespace
::
glm
;

// orig и dir задают начало и направление луча. v0, v1, v2 - вершины треугольника.

// Функция возвращает расстояние от начала луча до точки пересечения или 0.

float

triangle_intersection
(
const
 
vec3
&
 
orig
,

                      
const
 
vec3
&
 
dir
,

                      
const
 
vec3
&
 
v0
,

                      
const
 
vec3
&
 
v1
,

                      
const
 
vec3
&
 
v2
)
 
{

    
vec3
 
e1
 
=
 
v1
 
-
 
v0
;

    
vec3
 
e2
 
=
 
v2
 
-
 
v0
;

    
// Вычисление вектора нормали к плоскости

    
vec3
 
pvec
 
=
 
cross
(
dir
,
 
e2
);

    
float
 
det
 
=
 
dot
(
e1
,
 
pvec
);

    
// Луч параллелен плоскости

    
if
 
(
det
 
<
 
1e-8
 
&&
 
det
 
>
 
-1e-8
)
 
{

        
return
 
0
;

    
}

    
float
 
inv_det
 
=
 
1
 
/
 
det
;

    
vec3
 
tvec
 
=
 
orig
 
-
 
v0
;

    
float
 
u
 
=
 
dot
(
tvec
,
 
pvec
)
 
*
 
inv_det
;

    
if
 
(
u
 
<
 
0
 
||
 
u
 
>
 
1
)
 
{

        
return
 
0
;

    
}

    
vec3
 
qvec
 
=
 
cross
(
tvec
,
 
e1
);

    
float
 
v
 
=
 
dot
(
dir
,
 
qvec
)
 
*
 
inv_det
;

    
if
 
(
v
 
<
 
0
 
||
 
u
 
+
 
v
 
>
 
1
)
 
{

        
return
 
0
;

    
}

    
return
 
dot
(
e2
,
 
qvec
)
 
*
 
inv_det
;

}

```